# طلب (تحليل نفسي)
في نظرية جاك لاكان، فإن الطلب يمثل الطريقة التي تنفر بها الاحتياجات الغريزية حتمًا من خلال تأثيرات اللغة على الحالة الإنسانية. طوَّرَ لاكان مفهوم الطلب بالتوازي مع أولئك المحتاجين والراغبين في تفسير دور الكلام في الطموحات البشرية. ويشكل الطلب جزءًا من معركة لاكان ضد مقاربة اكتساب اللغة التي يفضلها علم نفس الأنا، ويستفيد من نظرية الرغبة لـأليكساندر كوجيف. الطلب ليس كمفهوم سيغموند فرويد.

## اكتساب اللغة
بالنسبة إلى لاكان، فإن الطلب هو نتيجة اكتساب اللغة على الحاجات المادية - يتم تصفية حاجات الفرد تلقائيًا من خلال النظام الخارجي للمكالمات الخارجية.
حيث أدرك التحليل النفسي تقليديا أن تعلم الكلام كان خطوة رئيسية في اكتساب الأنا للسلطة في جميع أنحاء العالم، واحتفل بقدراته على زيادة السيطرة الغريزية، أكد لاكان على النقيض من الجانب الشرير من الغرق المبكر للإنسان في اللغة.
جادل بأن الطلب يشكل على أنه يمتلك بالفعل امتياز «تلبية الاحتياجات»، وبالفعل فإن احتياجات الطفل البيولوجية تتغير في حد ذاتها «بالشرط الذي فرض عليه بسبب وجود الخطاب، لجعل حاجته يمر عبر ممر من الدال». وهكذا حتى في الحديث عن مطالب المرء، يتم التغيير الأخير؛ وحتى عندما تتم مقابلتهم، يجد الطفل أنه لم يعد يريد ما يعتقد أنه يريده.

## الرغبة
في فكر لاكان، ينتج طلب عندما يتحول الافتقار إلى الحقيقة إلى لغة رمزية للغة. إن المطالب تعبر بصدق عن العقل الباطن غير المدرك، لكنها تترك دائماً وراءها بقايا أو نواة رغبة، تمثل فائضاً ضائعاً من الطموح للموضوع (لأن الحقيقة لا يمكن أبداً أن يرمز له تماماً).
نتيجة لذلك، بالنسبة إلى لاكان، «تقع الرغبة في الاعتماد على الطلب، والتي من خلال كونها موضحة في الدواوين، تترك المتبقي من الكنايات التي تعمل تحتها». الإحباط المتأصل في الطلب - كل ما يطلب بالفعل هو «ليس هو» - ما يثير الرغبة.

## مطالب الآخرين
تتوسط في البداية مطالب المجتمع البشري عن طريق الأم؛ مع الخطاب الذي يتعرف عليه الرضيع، مع تضمين تعبيره الذاتي غير اللفظي.
قد تكون النتيجة في العصب مهيمنة على طلب الأبوين، والأشياء الاجتماعية التي تقدرها مثل هذه المطالب - الوظائف والدرجات والزواج والنجاح والمال وما شابه. واعتبر لاكان أنه بالنسبة للعصب «يفترض طلب الآخر وظيفة كائن في خياله... هذا الانتشار الذي يطلقه العصابي للمطالبة».

## الانتقال
اعتبر لاكان أن التحوّل يظهر في أشكال الطلبات من المريض - المطالب التي شدد على أن المحلل يجب أن يقاومها.
من خلال هذه المطالب، يقول: «الماضي كله يفتح في بداية المطاف إلى الطفولة المبكرة. هذا الموضوع لم يفعل أي شيء آخر غير الطلب، لم يكن ليتمكن من البقاء على خلاف ذلك، و... النكوص لا يُظهر سوى العودة إلى الحاضر من الدواوين المستخدمة في المطالب».